# (32329) 2000 QJ64
2000 QJ64 (asteroide 32329) é um asteroide da cintura principal. Possui uma excentricidade de 0.12957200 e uma inclinação de 11.88718º.
Este asteroide foi descoberto no dia 28 de agosto de 2000 por LINEAR em Socorro.